# Субит (Удине)
Субит је насеље у Италији у округу Удине, региону Фурланија-Јулијска крајина.
Према процени из 2011. у насељу је живело 101 становника. Насеље се налази на надморској висини од 690 м.